# Thierry Braillard
Thierry Braillard (født 24. august 1964 i Bron ved Lyon i departementet Rhône i regionen Auvergne-Rhône-Alpes) er en fransk advokat og radikal politiker. Han var statssekretær for sport fra 2014 til 2017.  

## Radikal politiker
Thierry Braillard tilsluttede sig det radikale venstreparti i 1981. I 1987 blev han formand for MJRG (den radikale ungdomsbevægelse). I 1990 blev han medlem af kabinettet for den radikale turismeminister Jean-Michel Baylet. 

## Statssekretær 2014 – 2017
Fra 9. april 2014 til den 10. maj 2017 var Thierry Braillard statssekretær for sport. Han var  medlem af de socialistisk –  radikale regeringer Manuel Valls I, Manuel Valls II og af Bernard Cazeneuve's regering. 
I 2017 afløste Laura Flessel ham som sportsminister.

## Medlem af Nationalforsamlingen
Ved valget i 2012 blev Thierry Braillard indvalgt i Nationalforsamlingen for departementet Rhône's 1. kreds. I 2014 – 2017 var Gilda Hobert hans stedfortræder i Nationalforsamlingen. 
I Nationalforsamlingen var Thierry Braillard medlem af den radikale gruppe.  